# Franziska Tiburtius

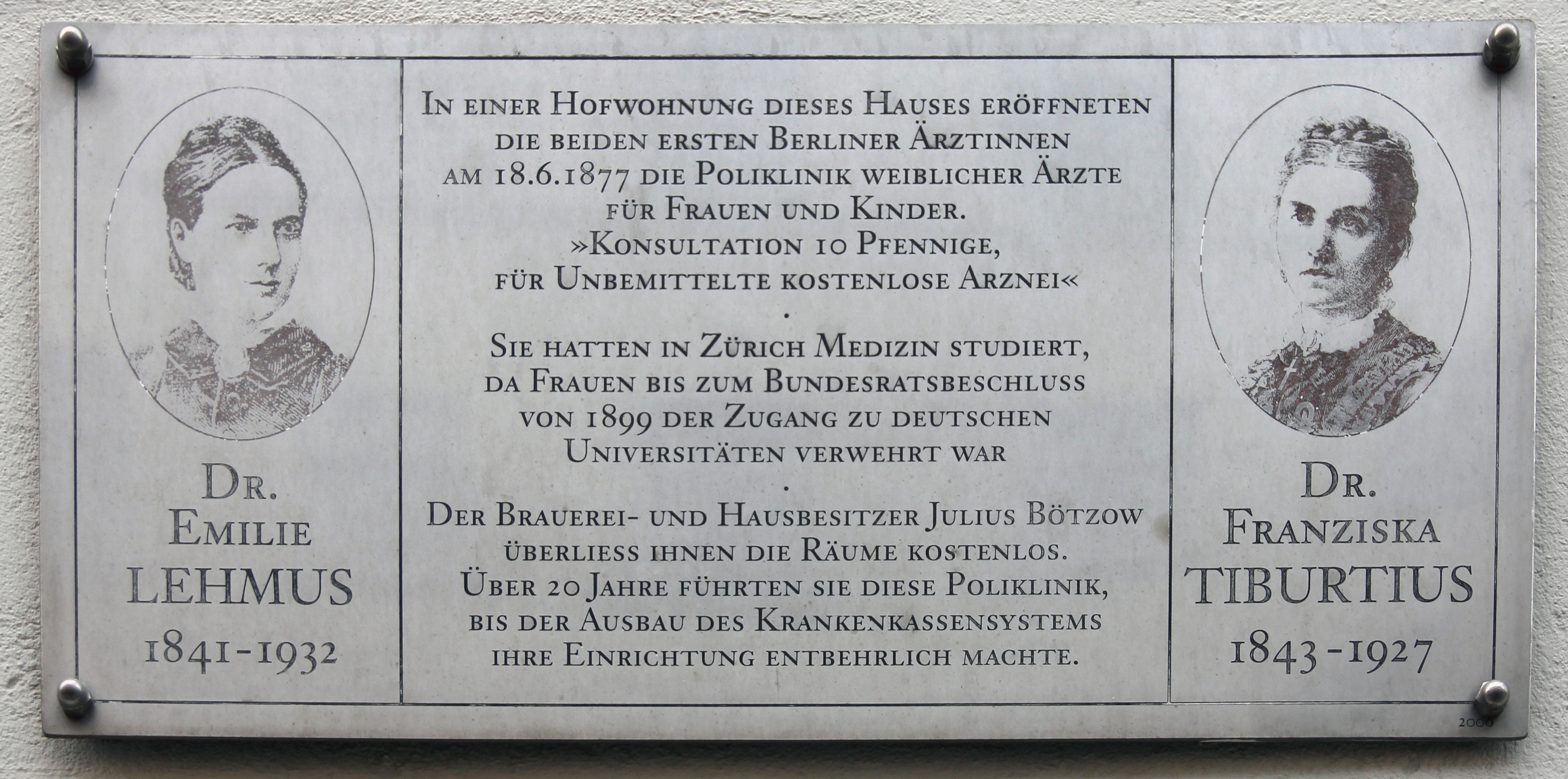
placa commemorativa d'Emilie Lehmus i Franziska Tiburtius a Berlín

Franziska Tiburtius (Bisdamitz, 24 de gener de 1843 – Berlín. 5 de maig de 1927) va ser una metgessa alemanya i defensora de l'educació de les dones.
Tiburtius va ser una de les dues primeres dones que es van fer metges a l'Alemanya imperial. Nascuda a l'illa de Rügen a Pomerània, Tiburtius era la més petita de nou fills i era filla d'agricultors. Tot i que tenia intenció de convertir-se en professora, el seu germà Karl Tiburtius (un metge de l'exèrcit) i la seva cunyada, Henriette Hirschfeld-Tiburtius (la primera dona dentista d'Alemanya), van animar Tiburtius a dedicar-se a la medicina. En negar-se a ingressar als programes mèdics alemanys, Tiburtius va estudiar medicina a Zúric, passant els exàmens amb distinció el 1876. Aquell any també va realitzar pràctiques com a doctora en medicina interna amb el ginecòleg i obstetra, Franz von Winckel, a Dresden. El 1877, Franziska Tiburtius va establir una clínica per a dones amb la seva companya d'estudis Emilie Lehmus (1841-1932) a Berlin-Mitte, a la Schönhauser Straße 23/24. Malgrat l'oposició sostinguda, incloent diverses ordres judicials i calúmnies, la seva clínica va atreure una gran clientela. El 1908, Tiburtius va obrir una clínica de cirurgia per a dones metges amb la seva companya Agnes Hacker, que va acceptar deliberadament dones pacients que no tenien assegurança mèdica. A les persones necessitades se'ls proporcionava medicaments de franc.
Franziska Tiburtius era membre del moviment de dones a Alemanya. Al llarg de la seva carrera, va defensar l'educació de les dones i la derogació de les prohibicions existents que impedeixen a les dones continuar l'estudi. En col·laboració amb Helene Lange i Minna Cauer, Tiburtius va ajudar a establir un programa de formació continuada de dos anys, o Realschule, a Berlín. La seva clínica amb seu a Berlín també va dedicar energia i esforços a l'educació mèdica de les dones.
Quan es va retirar, Franziska Tiburtius va viatjar a Amèrica, al nord d'Àfrica i a tot Europa. Va publicar una autobiografia, Memòries d'una octogenària, sobre la seva infància a Rügen.